# Mürztalradweg
Der Mürztalradweg ist ein 68 km langer Radweg in der Steiermark, Österreich, mit 650 m Aufstieg und einer durchschnittlichen Fahrdauer von 5 Stunden. Er beginnt in Mürzsteg und führt über Neuberg an der Mürz nach Mürzzuschlag, und weiter entlang der Mürz bis Bruck an der Mur.

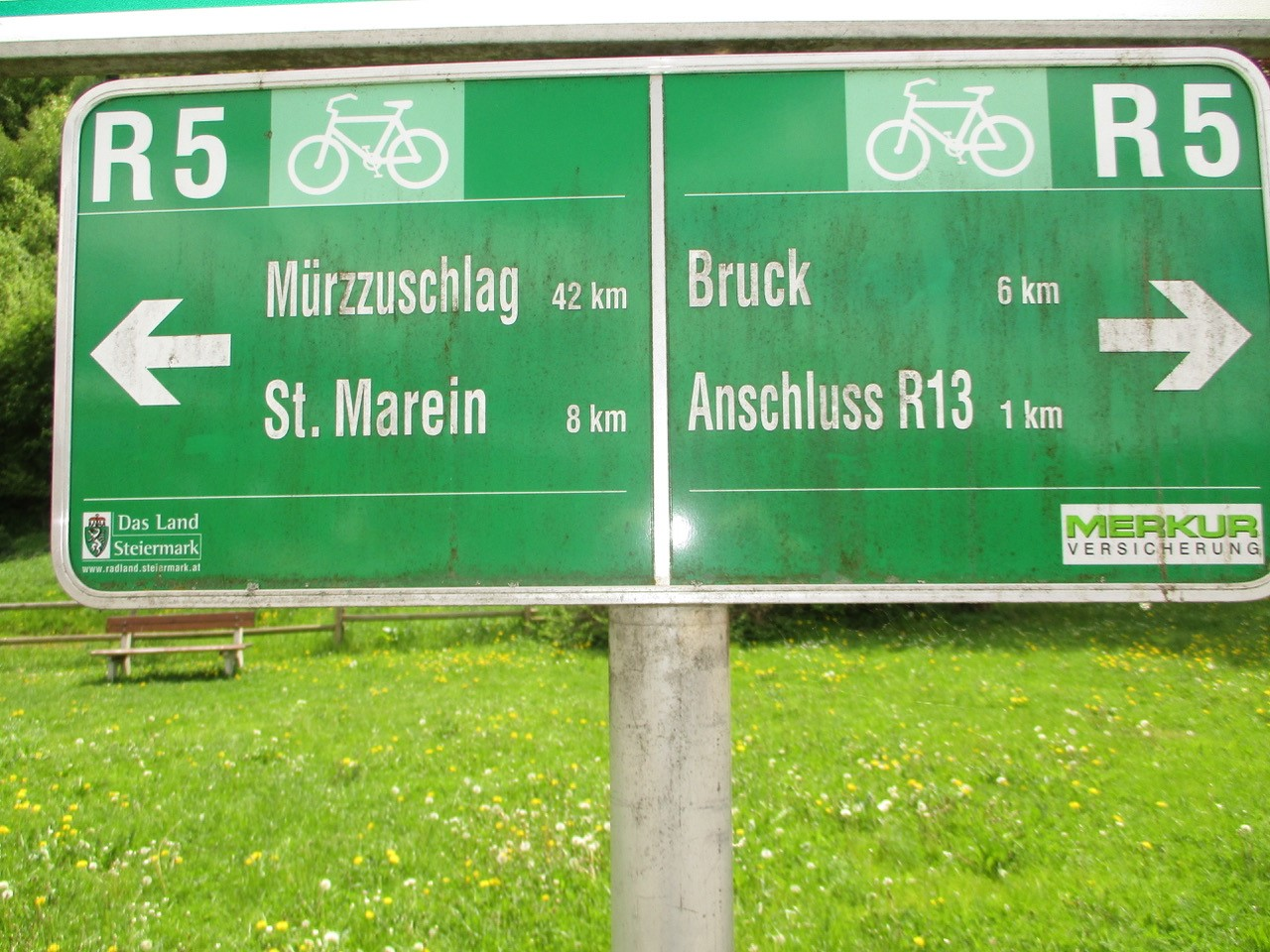
Das Bild zeigt eine Beschilderung auf dem Radweg zwischen Mürzzuschlag und Bruck an der Mur

## Verlauf
Der 68 km lange Radweg verläuft von Mürzsteg über Lanau, Krampen, Neuberg an der Mürz, Kapellen (Steiermark), und weiter entlang der Mürz nach Mürzzuschlag, wo der Semmering Radweg von Osten kommend einmündet. Weiter führt der Radweg über Hönigsberg (Gemeinden Langenwang, Mürzzuschlag), Langenwang, Krieglach, Mitterdorf und Wartberg im Mürztal nach Kindberg. Über Allerheiligen im Mürztal geht es weiter entlang der Mürz nach St. Marein und Kapfenberg und endet schließlich in Bruck an der Mur, wo auch der Murradweg und der Lamingtalradweg entlangführen.

## Sehenswürdigkeiten und Ausflugsziele
Sehenswürdigkeiten und Ausflugsziele entlang der Strecke sind unter anderem der Urani Freizeitsee, der Holzspielplatz beim Appelhof, Stift Neuberg, die Ausstellungswelten Mürzzuschlag, das UNESCO-Weltkulturerbe Semmeringbahn, das Wasser- und Naturerlebnisland Krieglach, Peter Roseggers Waldheimat, die Burg Oberkapfenberg, das Kinderparadies Turmwirt, der Schlossberg mit Uhrturm und der Burgruine Landskron, und das Weitental in Bruck an der Mur.

## Praktische Informationen
Die Radstrecke verläuft überwiegend auf Flurstraßen mit ausreichender Breite. Die maximale Steigung beträgt 15 % und ist somit gut für Familienausflüge geeignet. Die Beschilderung ist durchgehend und einheitlich mit grünem Schriftzug. Parkmöglichkeiten in Mürzsteg sind vor dem Sportplatz und gegenüber dem Gemeindeamt vorhanden.